# My Last Serenade
My Last Serenade er Joey Moes anden singleudgivelse fra albummet MoeTown.
Sangen er oprindelig skrevet til hans daværende kæreste.
Sangen er en ballade der handler om smerten ved at miste